# Monedele euro italiene

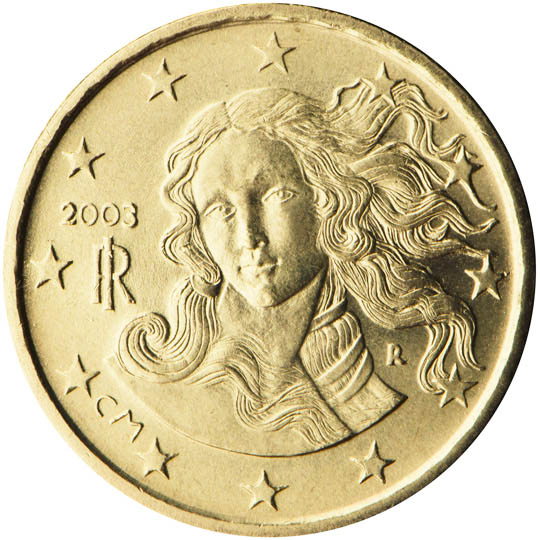
Fața națională a monedelor de 10 cenți, cu reproducerea chipului zeiței Venus din pictura Nașterea Venerei, realizată de Sandro Botticelli în 1484.

Euro (simbol EUR sau €) este moneda comună pentru majoritatea țărilor europene, care fac parte din Uniunea Europeană. Moneda Euro are două fețe diferite, una comună (fața "europeană", arătând valoarea monedei) și una națională ce conține un desen ales de către statul membru UE în care este emisă moneda. Fiecare stat are unul sau mai multe desene proprii. 
Pentru imagini cu fața comună și descrieri detaliate ale monedelor, vezi Monede euro.
Monedele Euro italiene conțin desene diferite pentru fiecare dintre cele opt valori, chiar dacă există o temă comună, toate fiind realizate pe baza capodoperelor unor celebri artiști italieni. Fiecare monedă este desenată de către un artist diferit, după cum urmează (de la 1 cent până la moneda de 2 euro): Eugenio Driutti, Luciana De Simoni, Ettore Lorenzo Frapiccini, Claudia Momoni, Maria Angela Cassol, Roberto Mauri, Laura Cretara și Maria Carmela Colaneri. Toate desenele conțin cele 12 stele ale UE, anul emiterii și inițialele "RI" pentru Repubblica Italiana (Republica Italiană).
| 0,01 €                                             | 0,02 €                                                                        | 0,05 € |
| -------------------------------------------------- | ----------------------------------------------------------------------------- | --- |
|                                                    |                                                                               | |
| Castel del Monte, un castel din Apulia (sec. XIII) | Mole Antonelliana, un turn simbolizând orașul Torino                          | Colosseumul din Roma, celebrul amfiteatru roman                                                                       |
| 0,10 €                                             | 0,20 €                                                                        | 0,50 € |
|                                                    |                                                                               | |
| Nașterea lui Venus a pictorului Sandro Botticelli  | Sculptura futuristă Forme de Continuitate Unice în Spațiu de Umberto Boccioni | Statuia ecvestră a împăratului Marcus Aurelius                                                                        |
| 1,00 €                                             | 2,00 €                                                                        | Marginea monedei de 2 €                                                                                               |
|                                                    |                                                                               | Pe marginea monedei apare inscripția „2 *”, repetată de șase ori, orientată alternativ de jos în sus și de sus în jos |
| Omul Vitruvian, desen de Leonardo da Vinci         | Portretul lui Dante Alighieri de Raphael                                      | |